# シンジャール
シンジャール(クルド語：شنگال)は、イラク北部のニーナワー県のシンジャール郡の郡都。
2015年7月1日の人口は3万9400人。
かつてはシンガラと呼ばれた。
シンジャル山脈の頂上にはチェルメラ寺(40人の男の寺)が存在する。
ヤジディ教徒が多く暮らす。

## 歴史

中世のジャズィーラ地方の地図

2世紀のシンジャールにはローマ帝国のリメス(国境防衛施設)が有った。
360年、サーサーン朝が占領した。
6世紀初頭にはQadišaiē人が暮らしていた。
640年、イヤド・イブン・ガンム率いるムスリムのアラブ人が占領した。
2007年、イラクのイスラム国が複数の爆発を起こし、数百人のヤジディ教徒を殺害した。
2014年8月、ISILはイラク北部の戦いによって、ニーナワー県の大部分を占領した。
8月3日、クルド人部隊のペシュメルガはシンジャールを包囲した。
その後ISILはシンジャールの虐殺を行い、2000人のヤジディ男性を殺害し、女性は奴隷にされ、多くのヤジディが難民となった。
国連は、8月のISILの侵略で5000人のヤジディ市民が殺害されたと報告した。
12月20日夜、クルド軍は都市を取り戻すためにシンジャールの戦いを始めた。
しかし、クルド人は特に市街地南部で大きな抵抗を受けた。
2015年11月13日、アメリカ軍の空爆支援を受けたクルド軍とヤジディ民兵は、シンジャールの戦いを経て都市を完全に奪還した。
後にシンジャール東部で78人以上のヤジディ女性の集団墓地が発見され、彼女達はISILに処刑されたと考えられている。
シンジャール解放後、ヤジディはスンニ派のイスラム教徒に対して報復の強盗や放火、殺人を行った。
2017年8月、シンジャールのヤジディはエジドハン(政府)の発足を宣言した。
10月17日、ペシュメルガが撤収し、イラク軍と大衆機動部隊が駐留を始めた。